# Expansión del Metro de Nueva York (1929-1940)

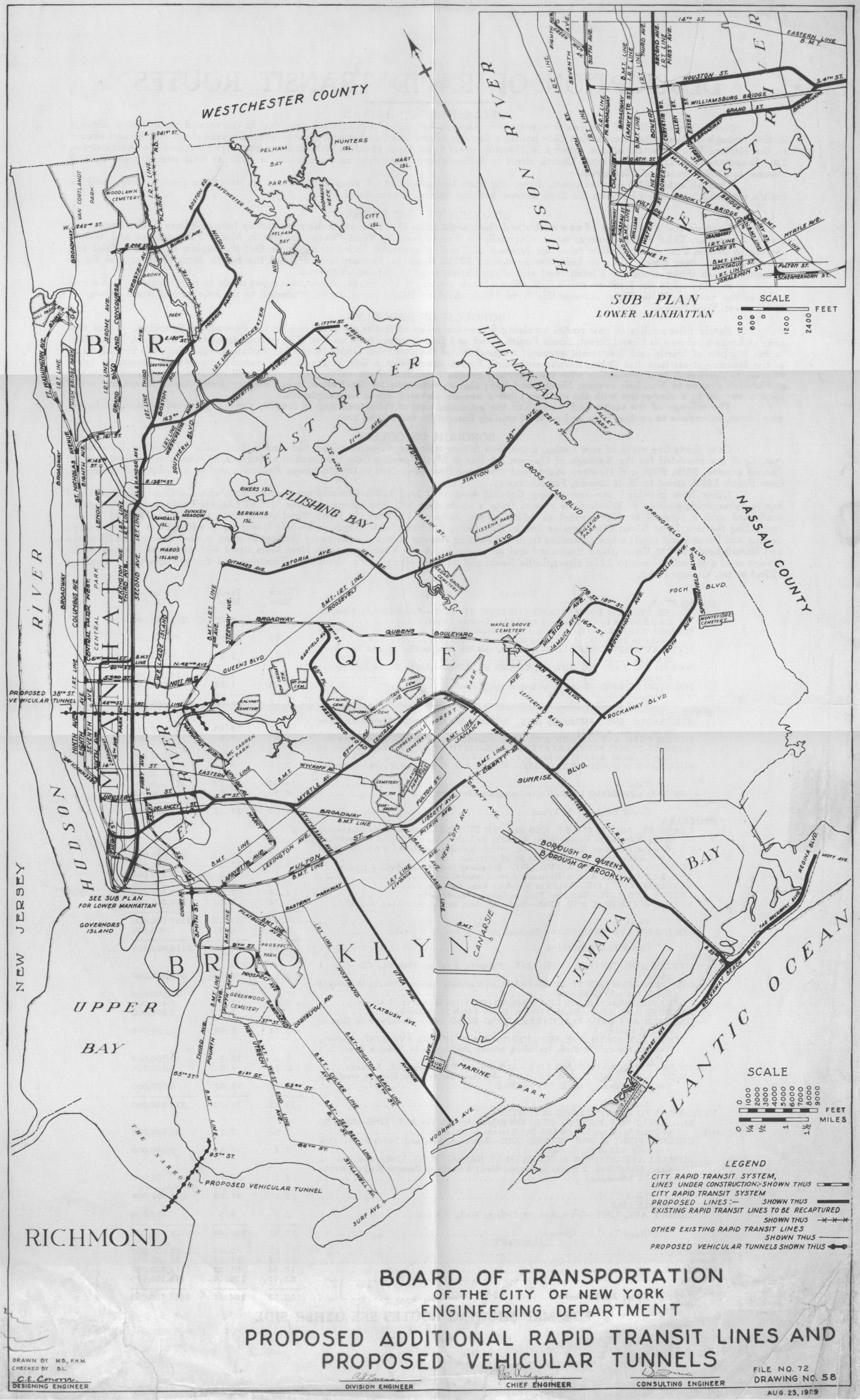
Plan de 1929.

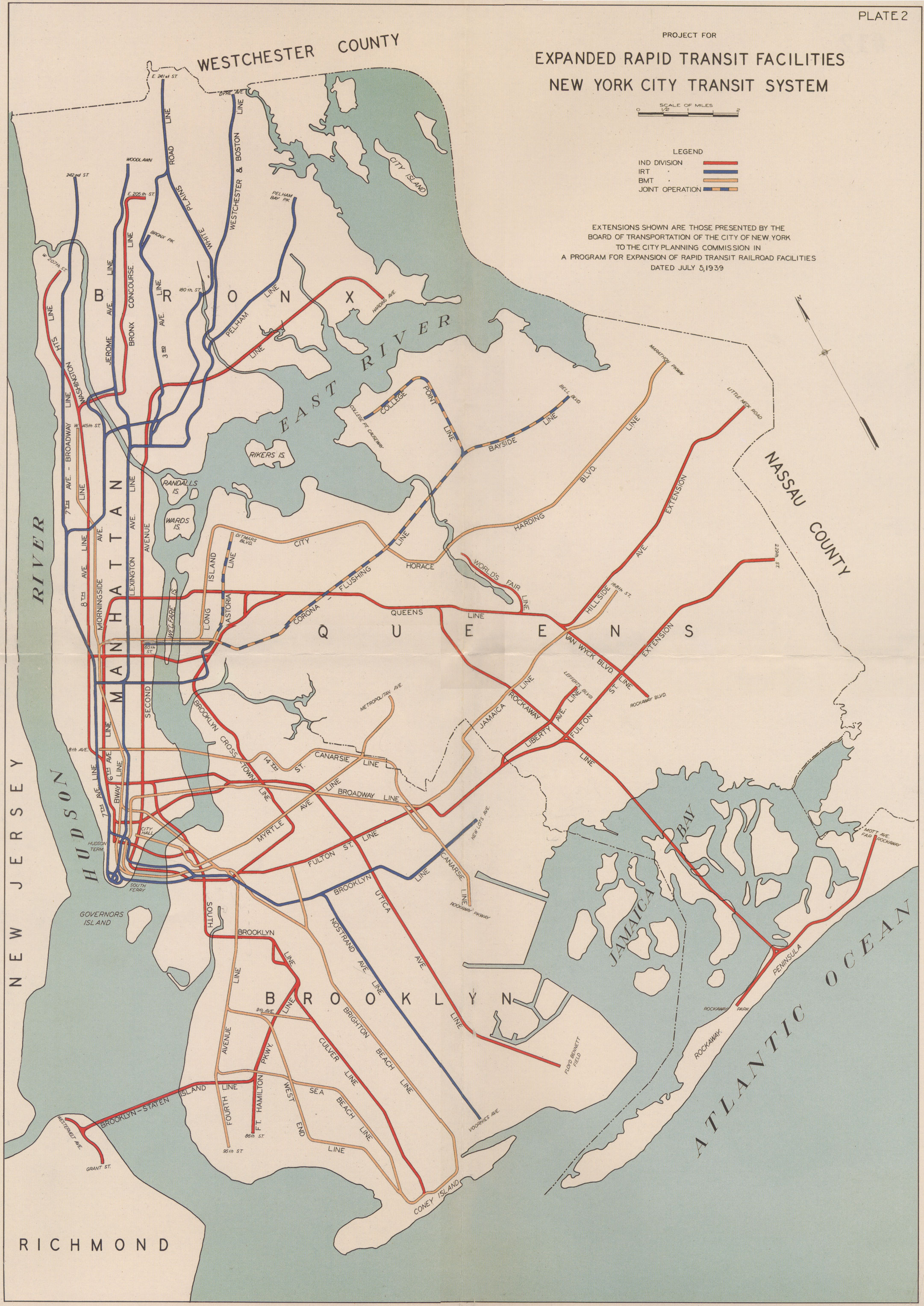
Plan de 1939.

Antes de la unificación de 1940, la Ciudad de Nueva York, empezó a hacer planes para la expansión del sistema de metro. El primer plan, fue el de 1929, en la cual sería parte del Sistema Independiente del Metro (IND). En 1939, con la unificación planeada, todos los tres sistemas fueron incluidos. Solo algunas de estas líneas fueron construidas, aunque se hicieron algunas previsiones para futuras expansiones de las líneas que se intersecaban con las propuestas. Las líneas principales de la expansión de Manhattan fueron las línea Segunda Avenida (con una extensión hacia el Bronx) y la línea de la Calle Worth (conectándola hacia the Rockaways). The Rockaways fue eventualmente servida por el metro por medio de una adquisición del Ramal de Rockaway Beach del ferrocarril de Long Island , en la cual estaba en los planes de 1939; la Línea de la Segunda Avenida aún sigue en construcción.

## Previsiones
Las siguientes previsiones fueron hechas para las conexiones y transferencias hacia las nuevas líneas:
- En la Segunda Avenida en la línea de la Sexta Avenida, un gran espacio abierto fue construido para la línea de la Segunda Avenida de cuatro vías.
- En la estación East Broadway de la línea de la Segunda Avenida (bajo la Calle Rutgers), parte de la estación de dos vías fue construida para la línea bajo East Broadway, arriba de la línea existente. Ahora forma parte del mezanine.
- En Broadway de la línea Crosstown, se encuentran varios rastros de escaleras visibles hasta una estación de seis vías de la línea Rockaways.
- En la Avenida Utica de la línea de la Calle Fulton, una estación de cuatro vías puede ser vista desde el cielo razo de la estación existente. El mezzanine pasa sobre un espacio sin uso.
- En la Avenida Roosevelt de la línea Queens Boulevard, un nivel de dos vías fue construido para el Ramal de Winfield hacia the Rockaways. A diferencia de las otras estaciones, en esta estación no fueron completadas las vías.
- Una unión fue construida en la línea Queens Boulevard bajo Van Wyck Boulevard; desde ese entonces ha estado conectado desde la línea de la Avenida Archer.
- Las vías expresas en el extremo de la línea de la Sexta Avenida en la curva hacia la Calle Essex; las vías fueron planeadas para continuar hacia the Rockaways.
- Una línea hacia the Rockaways hubiese dividido la línea de la Octava Avenida (bajo la Calle Church), al este bajo la Calle Worth. Desde que la unión fue construida  es usada por las vías locales hacia el World Trade Center.
- Las vías que la línea de la Calle 63 IND usa para dividir desde la línea de la Sexta Avenida fueron construidas para una línea similar (bajo la Calle 61).
- La línea completada de la Calle 63, en la cual los trenes F usan para cruzar el río East, fue designado y construido para ser bocas acampanadas para permitir la construcción de las conexiones hacia la planeada línea de la Segunda Avenida para los servicios hacia y desde el norte y sur de la Segunda Avenida.

## Detalles del plan de 1929
El primer plan fue hecho el 15 de septiembre de 1929 (antes que abriera la IND), y está descrita detalladamente en la tabla de abajo. Los costos solo son para la construcción, y no incluye la adquisición u otros ítems.
| Línea                                                                                          | Calles                                                                                        | Desde                                           | Hacia                                   | Vías                                                                                         | Millas de rutas | Millas de vías | Costo         | Notas |
| Manhattan                                                                                      | Manhattan                                                                                     | Manhattan                                       | Manhattan                               | Manhattan                                                                                    | Manhattan       | Manhattan      | Manhattan     | Manhattan |
| ---------------------------------------------------------------------------------------------- | --------------------------------------------------------------------------------------------- | ----------------------------------------------- | --------------------------------------- | -------------------------------------------------------------------------------------------- | --------------- | -------------- | ------------- | --- |
| Línea troncal de Manhattan del Este (Second Avenue Line)                                       | Water Street - New Bowery - Chrystie Street                                                   | Pine Street                                     | Houston Street                          | 2 de Pine Street hacia Chambers Street 4 hacia Houston Street                                | 1,34            | 4,68           | 11.300.000 $  | metro |
| Línea troncal de Manhattan del Este (Second Avenue Line)                                       | Second Avenue                                                                                 | Houston Street                                  | Harlem River                            | 4 hacia 61st Street 6 hacia 125th Street 4 hacia Harlem River                                | 6,55            | 32,84          | 87.600.000 $  | metro |
|                                                                                                | Sixth Avenue - 61st Street                                                                    | 52nd Street                                     | Second Avenue                           | 2                                                                                            | 1,1             | 2,2            | 6.700.000 $   | metro |
| (línea Rockaway)                                                                               | Worth Street - East Broadway - Grand Street                                                   | Church Street                                   | East River                              | 2                                                                                            | 1,95            | 3,9            | 13.300.000 $  | metro |
| (línea de la Avenida Utica)                                                                    | Houston Street                                                                                | Essex Street                                    | East River                              | 2                                                                                            | 0,93            | 1,86           | 7.900.000 $   | metro |
| Manhattan total                                                                                | Manhattan total                                                                               | Manhattan total                                 | Manhattan total                         | Manhattan total                                                                              | 11,87           | 45,48          | 126.800.000 $ | |
| Bronx                                                                                          |                                                                                               |                                                 |                                         |                                                                                              |                 |                |               | |
| Bronx trunk line                                                                               | Alexander Avenue - Melrose Avenue - Boston Road                                               | Harlem River                                    | West Farms                              | 4                                                                                            | 3,97            | 15,88          | 40.400.000 $  | metro, con un portal entre Vyse Avenue y 177th Street, después se eleva en la existente IRT de la línea White Plains Road cerca de 180th Street |
|                                                                                                | Morris Park Avenue - Wilson Avenue                                                            | Garfield Street                                 | Boston Road                             | 2                                                                                            | 3,5             | 7,9            | 13.700.000 $  | dividiendo la existente IRT elevada de la línea White Plains Road, y después yendo hacia el metro |
|                                                                                                | 163rd Street - Hunts Point - Lafayette Avenue - 177th Street                                  | Washington Avenue en Brook Avenue               | East Tremont Avenue                     | 2                                                                                            | 5,02            | 10,04          | 12.900.000 $  | Desde el metro cerca de Edgewater Road y Seneca Avenue, después se eleva |
|                                                                                                | Burke Avenue - Boston Road                                                                    | Webster Avenue                                  | Baychester Avenue                       | 2                                                                                            | 2,15            | 4,3            | 8.900.000 $   | extensión de la línea Concourse |
| Bronx subtotal                                                                                 | Bronx subtotal                                                                                | Bronx subtotal                                  | Bronx subtotal                          | Bronx subtotal                                                                               | 14,64           | 38,12          | 75.900.000 $  | |
| línea White Plains Road                                                                        |                                                                                               | 180th Street                                    | 241st Street                            |                                                                                              | 4.40            | 13.2           | $2,100,000    | operada por IRT, en la cual fue adquirida ("recapturada") por el IND |
| Bronx total                                                                                    | Bronx total                                                                                   | Bronx total                                     | Bronx total                             | Bronx total                                                                                  | 19,04           | 51,32          | 77.000.000 $  | |
| Brooklyn                                                                                       |                                                                                               |                                                 |                                         |                                                                                              |                 |                |               | |
| Ramal de la línea Broadway (línea Rockaway)                                                    | Broadway                                                                                      | East River                                      | Havemeyer Street en South Fourth Street | 2                                                                                            | 3,16            | 13,5           | 34.800.000 $  | metro |
| línea de la Avenida Utica (y la línea Rockaway desde Havemeyer Street hacia Stuyvesant Avenue) | Grand Street - South Fourth Street - Beaver Street                                            | East River                                      | Stuyvesant Avenue                       | 2 hacia Driggs Avenue 4 hacia Union Avenue 8 hacia Bushwick Avenue 4 hacia Stuyvesant Avenue | 3,16            | 13,5           | 34.800.000 $  | metro |
| línea de la Avenida Utica (y la línea Rockaway desde Havemeyer Street hacia Stuyvesant Avenue) | Stuyvesant Avenue - Utica Avenue                                                              | Broadway                                        | Flatbush Avenue                         | 4                                                                                            | 5,85            | 23,4           | 39.300.000 $  | metro hacia Avenue J, después se eleva |
| línea de la Avenida Utica (y la línea Rockaway desde Havemeyer Street hacia Stuyvesant Avenue) | Avenue S                                                                                      | Utica Avenue                                    | Nostrand Avenue                         | 2                                                                                            | 1,1             | 2,2            | 2.000.000 $   | elevada |
| línea de la Avenida Utica (y la línea Rockaway desde Havemeyer Street hacia Stuyvesant Avenue) | Nostrand Avenue                                                                               | Avenue S                                        | Voorhies Avenue                         | 4                                                                                            | 1,3             | 5,2            | 3.200.000 $   | elevada |
| línea Rockaway                                                                                 | Myrtle Avenue                                                                                 | Bushwick Avenue                                 | Palmetto Avenue                         | 4                                                                                            | 1,34            | 5,36           | 14.300.000 $  | metro |
|                                                                                                | Liberty Avenue                                                                                | Fulton Street y Eastern Parkway                 | Grant Avenue                            | 4                                                                                            | 1,84            | 7,36           | 13.500.000 $  | el metro se extiende desde la línea de la Calle Fulton hacia un portal en Liberty Avenue y Crescent Street, después se eleva para conectarse con la línea de la Avenida Liberty de la BMT (ahora parte de la línea de la Calle Fulton) en Grant Avenue |
| Brooklyn subtotal                                                                              | Brooklyn subtotal                                                                             | Brooklyn subtotal                               | Brooklyn subtotal                       | Brooklyn subtotal                                                                            | 14,59           | 57,02          | 107.100.000 $ | |
| Extensión de la Avenida Nostrand                                                               |                                                                                               | Flatbush Avenue                                 | Avenue S                                | 2                                                                                            | 2,25            | 4,5            | 7.400.000 $   | Extensión de la línea de la Avenida Nostrand como metro hacia Kings Highway, después se eleva |
| Brooklyn total                                                                                 | Brooklyn total                                                                                | Brooklyn total                                  | Brooklyn total                          | Brooklyn total                                                                               | 16,84           | 61,52          | 114.500.000 $ | |
| Queens                                                                                         |                                                                                               |                                                 |                                         |                                                                                              |                 |                |               | |
| Rockaway Line                                                                                  | Myrtle Avenue - Central Avenue                                                                | Palmetto Avenue                                 | 78th Street                             | 4                                                                                            | 2.1             | 8.4            | $17,300,000   | desde el metro hacia Central Avenue cerca de 73rd Place, después a lo largo de la superficie o elevada |
| Rockaway Line                                                                                  | 98th Street - 99th Street - Hawtree Street                                                    | 78th Street                                     | Estación Hammels                        | 4 hacia Howard Beach 2 hacia Hammels                                                         | 9.2             | 26.2           | $20,200,000   | a lo largo de la superficie o elevada |
|                                                                                                | Rockaway Beach Boulevard                                                                      | Beach 116th Street                              | Mott Avenue                             | 2                                                                                            | 5.0             | 10.0           | $7,400,000    | a lo largo de la superficie o elevada |
|                                                                                                | Newport Avenue                                                                                | Beach 116th Street                              | Beach 149th Street                      | 2                                                                                            | 1.6             | 3.2            | $2,400,000    | a lo largo de la superficie o elevada |
| Ramal Winfield                                                                                 | Garfield Avenue - 65th Place - Fresh Pond Road                                                | Broadway y 78th Street                          | Central Avenue                          | 2                                                                                            | 3.34            | 6.68           | $10,100,000   | subway hacia 45th Avenue, después se eleva hacia Fresh Pond Road, después el metro |
|                                                                                                | Liberty Avenue - 105th Avenue - Brinckerhoff Avenue - Hollis Avenue                           | Lefferts Boulevard                              | Springfield Boulevard                   | 2                                                                                            | 6.2             | 13.3           | $10,700,000   | extensión elevada de la línea de la Avenida Liberty BMT (ahora parte de la línea de la Calle Fulton) e incluye conexiones de ramales hacia Jamaica Avenue Elevated (BMT) en 168th Street, vía 180th Street y Jamaica Avenue                            |
| Van Wyck Boulevard Line                                                                        | 137th Street - Van Wyck Boulevard                                                             | 87th Avenue                                     | Rockaway Boulevard                      | 2                                                                                            | 2.3             | 4.6            | $6,600,000    | desde el metro hacia 166th Avenue, después se eleva |
| línea de la Avenida 120                                                                        | 120th Avenue - Springfield Boulevard                                                          | Hawtree Street cerca de North Conduit Boulevard | Foch Boulevard                          | 4 hacia Van Wyck Boulevard 2 hacia Foch Boulevard                                            | 5.23            | 13.92          | $9,500,000    | elevada |
| Queens subtotal                                                                                | Queens subtotal                                                                               | Queens subtotal                                 | Queens subtotal                         | Queens subtotal                                                                              | 34.97           | 88.30          | $84,200,000   | |
| línea Bayside                                                                                  | Roosevelt Avenue - First Street - Station Road - 38th Avenue                                  | Main Street                                     | 221st Street                            | 3 hacia 147th Street 2 hacia 221st Street                                                    | 3.6             | 7.78           | $9,600,000    | extiende la BMT/IRT Flushing Line como metro en la 155th Street, después se eleva |
| College Point y la línea Whitestone                                                            |                                                                                               | Roosevelt Avenue y 147th Street                 | 11th Avenue y 122nd Street              | 2                                                                                            | 3.4             | 6.8            | $6,000,000    | desde el metro hacia 35th Avenue, después se eleva |
|                                                                                                | Ditmars Avenue - Astoria Boulevard - 112th Street - Nassau Boulevard (Long Island Expressway) | 2nd Avenue                                      | Cross Island Boulevard                  | 2 hacia Astoria Boulevard 4 hacia Parsons Boulevard 2 hacia Cross Island Boulevard           | 8.1             | 26.71          | $17,700,000   | extiende la BMT/IRT Astoria Line como una línea elevada, excepto que parte de ella puede ser reducida cerca de Nassau Boulevard (Long Island Expressway)                                                                                               |
| Subtotal de las extensiones de Queens                                                          | Subtotal de las extensiones de Queens                                                         | Subtotal de las extensiones de Queens           | Subtotal de las extensiones de Queens   | Subtotal de las extensiones de Queens                                                        | 15.1            | 41.29          | $33,300,000   | |
| Liberty Avenue Line                                                                            |                                                                                               | Grant Avenue                                    | Lefferts Boulevard                      | 3                                                                                            | 2.3             | 6.9            | $1,600,000    | operado por BMT, fue adquirida ("recapturada") por IND ahora parte de la línea de la Calle Fulton |
| Queens total                                                                                   | Queens total                                                                                  | Queens total                                    | Queens total                            | Queens total                                                                                 | 52.37           | 136.49         | $119,100,000  | |
| gran total                                                                                     | gran total                                                                                    | gran total                                      | gran total                              | gran total                                                                                   | 100.12          | 294.81         | $438,400,000  | |

## Últimos Planes
Los últimos planes incluye los siguientes:
- (plan de 1931) Una línea dividiéndose desde la línea de la Segunda Avenida al norte de la Calle Houston, operando al sureste, uniéndose con la línea de la Calle Houston, y cruzando en el río Este desde la Calle Stanton hacia la gran línea de la Calle Cuarta Sur.
- (plan de 1931) Una línea dividiéndose desde la línea Crosstown donde gira desde la Avenida Lafayette hacia la Avenida Marcy, continua bajo la Avenida Lafayette y la Calle Stanhope hacia una unión con la línea bajo la Avenida Myrtle.
- (plan de 1939) Una línea dividiéndose desde el Sur de la línea Brooklyn (Culver) en Fort Hamilton Parkway, y operando bajo Fort Hamilton Parkway hacia el extremo de la calle 86. Un ramal sería dividido para operar bajo la Avenida Ovington y la Calle Senator, con un túnel bajo Narrows hacia Staten Island en la St. George Ferry Terminal. La línea se dividiría, con el extremo del ramal norte en la Avenida Westervelt alrededor de la Avenida Hamilton, y el ramal del extremo sur en la Calle Grant alrededor de la Calle St. Pauls.
- (fecha desconocida) Un tercer túnel de dos vías bajo el río Este, desde el lado norte de la Cuarta Calle Sur/ estación de la Avenida Union (construidas de seis vías) al oeste de la Calle Delancey.
- (fecha desconocida) Una línea dividiéndose desde la línea de la Avenida Stuyvesant, yendo al suroeste bajo Broadway.
- (fecha desconocida) Una línea bajo la Avenida Flushing desde la gran Línea bajo la Calle Beaver hacia Horace Harding Boulevard (Long Island Expressway).